# Roger Tsien
Roger Yonchien Tsien (Nova Iorque, 1 de fevereiro de 1952 – Eugene, Oregon, 24 de agosto de 2016) foi um bioquímico sino-americano, professor do Departamento de Química e Bioquímica da Universidade da Califórnia em San Diego.
Foi premiado com o Nobel de Química de 2008, pela descoberta e desenvolvimento da proteína verde fluorescente, conjuntamente com Osamu Shimomura e Martin Chalfie.